# Lonchaea peregrina
Lonchaea peregrina is een vliegensoort uit de familie van de Lonchaeidae. De wetenschappelijke naam van de soort is voor het eerst geldig gepubliceerd in 1895 door Becker.